# Neopachystola
Neopachystola – rodzaj chrząszczy z rodziny kózkowatych i podrodziny zgrzypikowych.

## Zasięg występowania
Przedstawiciele tego rodzaju występują w Afryce Subsaharyjskiej.

## Systematyka
Do Neopachystola należą 4 gatunki:
- Neopachystola erinacea
- Neopachystola fuliginosa
- Neopachystola granulipennis
- Neopachystola mamillata